# Герб Солнечногорська
Міське поселення Солнечногорськ Московської області Росії має власну символіку – герб та прапор, яку ухвалено 10 червня 2008 року

## Опис
У блакитному полі зверху золоте сяюче сонце (без зображення обличчя), внизу два пояси: золотий клиноподібний над срібним потрійним хвилястим.

## Обґрунтування символіки
Сучасне місто Солнечногорськ було утворено злиттям села Сонячна Гора та пристанційного села Підсонячне За легендою Катерина II, коли під'їжджала вранці побачила, як з-за гори встає сонце вигукнула: "Боже, яка сонячна гора!" Відтоді селище отримало назву Сонячна Гора, що відображено на горі клиноподібною смугою (алегорія гори) та сонця над нею. Місто розташовано на березі озера Сенеж, що відображено хвилястою білою смугою. 